# Фундація Україна-США
Фундація Україна-США (англ. US-Ukraine Foundation) — недержавна, некомерційна організація, заснована в 1991 році з метою сприяння розвитку демократії, стимулювання реформуванню вільного ринку та зміцненню прав людини в Україні. Має 12 штатних працівників у Вашингтоні і 30 — в Києві. Фундація виходить з розуміння України як ключової ланки стабільності в регіоні Східної Європи. Програми US-Ukraine Foundation: заснування і підтримка Інституту ім. П.Орлика (Київ), розвиток в Україні НДО (програма партнерства громад). Планує підтримку кредитних спілок в Україні.